# Ribbon Falls
Die Ribbon Falls sind ein unzugänglicher Wasserfall bislang nicht ermittelter Fallhöhe im Fiordland-Nationalpark auf der Südinsel Neuseelands. Er liegt im Überlauf des Myth Tarn, der in westlicher Fließrichtung hinter dem Wasserfall in den Large Burn mündet.